# Sean Parker
Sean Parker (Herndon (Virginia), 3 december 1979) is een Amerikaans zakenman en ondernemer. Hij was mede-oprichter van Napster, Plaxo en Airtime. Ook is hij actief in de raad van bestuur van Spotify en Yammer. Hij heeft Mark Zuckerberg geholpen bij het oprichten van Facebook.
De netto waarde van Parker werd geschat op 2,1 miljard dollar.

## Biografie

### Jeugdjaren
Parker werd geboren in Herndon in Virginia als zoon van Diana Parker, een tv-reclamemakelaar, en Bruce Parker, een oceanograaf. Toen Parker 7 was, leerde zijn vader hem programmeren op een Atari 800.
Parkers vader, die zijn ondernemende dromen deelde met zijn familie, vertelde Parker "als je risico's wilt nemen, neem ze dan voor je een gezin sticht".
Als tiener waren Parkers hobby's hacken en programmeren. Toen hij op een nacht het netwerk van een bedrijf uit de Fortune 500 hackte, slaagde hij er niet in zich uit te loggen toen zijn gefrustreerde vader zijn computer loskoppelde. Daardoor werd zijn IP-adres blootgesteld en konden FBI-agenten de 16-jarige opsporen. Nadien namen ze zijn computer in beslag. Gezien Parker minderjarig was, werd hij veroordeeld tot een taakstraf.

### Onderwijs
Parker zat twee jaar op Oakton High School in Fairfax County, Virginia alvorens hij in 1996 naar Chantilly High School ging voor zijn junior- en seniorjaar. Daar overtuigde hij het schoolbestuur ervan om de tijd die hij besteedde aan coderen in het computerlab te zien als taalles (computertaal). Het gevolg was dat Parker aan het einde van zijn seniorjaar het merendeel van zijn tijd bezig was met het opstarten van bedrijven en het schrijven van codes. Hij studeerde af in 1998. Toen hij nog op de middelbare school zat, kreeg hij een vakantiewerkbaantje van  Mark Pincus (de huidige CEO van Zynga) om in Pincus' Washington D.C. FreeLoader op te starten. Hij won de Virginiaprijs voor computerwetenschappen door het ontwikkelen van een webcrawler en werd gerekruteerd door de CIA. Tijdens zijn laatste jaar op de middelbare school verdiende Parker met allerlei projecten 80.000 dollar per jaar, genoeg om zijn ouders ervan te overtuigen om hem de universiteit te laten overslaan en een carrière als ondernemer te beginnen.
Als kind was Parker een fervent lezer, wat het begin was van zijn autodidactische levenswijze. Ondanks het gebrek aan een formele educatie wordt Parker soms aangeduid als "genie" op het vlak van programmeren en ondernemen. De tijd die hij bij Napster zat beschouwt hij als zijn opleiding, hij noemde het dan "Napster University", omdat hij in die tijd bedreven werd in intellectueel eigendomsrecht, bedrijfsfinanciën en ondernemerschap.

### Gewaagde ondernemingen

#### Napster
Toen Sean Parker 15 jaar was, ontmoette hij de 14 jaar oude Shawn Fanning via het internet, waar ze hun gemeenschappelijk interesses als theoretische natuurkunde en hacking deelden. Enkele jaren later richten Fanning en Parker Napster op, een gratis filesharingsdienst voor muziek. Parker leverde het startkapitaal van $50,000 waarna ze Napster in juni 1999 lanceerden. Binnen het jaar had deze dienst al tientallen miljoenen gebruikers. Napster werd echter tegengewerkt door platenmaatschappijen, Recording Industry Association of America, en onder andere de heavymetalband Metallica. Rechtszaken door diverse brancheorganisaties hebben er uiteindelijk voor gezorgd dat deze dienst werd stilgelegd. Napster wordt de snelst groeiende muziekbusiness aller tijden genoemd, wordt verantwoordelijk gehouden voor een revolutie in de muziekindustrie en wordt gezien als een voorloper van iTunes.

#### Plaxo
In november lanceerde Parker vervolgens Plaxo, een online adresboek en sociaalnetwerkdienst die geïntegreerd is met Microsoft Outlook. Plaxo was een van de eerste producten die gebruikmaakte van virale marketing, dit zorgde voor 20 miljoen gebruikers. Plaxo was een van de eerste sociaalnetwerkdiensten, die later invloed zou hebben op de groei van bedrijven zoals LinkedIn, Zynga en Facebook.
Twee jaar na de oprichting van Plaxo werd Parker uit het bedrijf gewerkt door de financiers van het bedrijf, Sequoia Capital en Ram Shriram, om niet gespecificeerde redenen die naar verluidt door Plaxo ingehuurde privédetectives werden verkregen.

#### Facebook
In 2004 zag Parker een website die "TheFacebook" heette op de computer van de vriendin van zijn kamergenoot, die studeerde aan Stanford-universiteit. Parker had reeds ervaring op het socialenetwerkgebied doordat hij vroeger adviseur was voor Friendster en zijn oprichter Jonathan Abrams, waarvoor hij in 2003 een kleine hoeveelheid van de aandelen ontving. Parker ontmoette Mark Zuckerberg en enkele maanden later trad hij in dienst bij het vijf maanden oude bedrijf als oprichtend voorzitter. Volgens Peter Thiel, Facebooks eerste investeerder, was Parker de eerste die zag dat het bedrijf de potentie had om "echt groot" te worden. Als Mark ooit twijfels zou hebben bij dit bedrijf zou Parker hem meteen ompraten.
Als voorzitter bracht Parker Thiel in als eerste investeerder. In de eerste ronde van de financiering onderhandelde hij voor Zuckerberg om drie van de vijf zetels te behouden in de raad van bestuur van Facebook. Dit gaf Zuckerberg de controle over zijn bedrijf zodat Facebook de vrijheid bleef houden om als privé-onderneming te blijven bestaan. Daarnaast zegt men dat Parker pleitte om de schone (vrij van adverteerders) user interface van Facebook te behouden en dat hij de foto-deelfunctie ontwikkelde. Zuckerberg merkte op dat Sean een rol binnen het bedrijf vervulde die essentieel was voor de transformatie van het "schoolproject" in een echt bedrijf.
Tijdens een feestje in 2005 viel de politie het vakantiehuis binnen dat door Parker gehuurd werd en vond daar cocaïne. Parker werd gearresteerd op verdenking van het bezit van cocaine maar werd niet aangeklaagd. Deze gebeurtenis werd vervolgens wel door de Facebook beleggers aangegrepen om Parker onder druk te zetten om zijn ontslag te nemen als directeur van het bedrijf. Ook na het aftreden bleef Parker actief betrokken bij de groei van Facebook en had nog regelmatig contact met Zuckerberg. Deze gebeurtenis is ook verfilmd als The Social Network.

#### Spotify
Terwijl Parker aan het werken was bij The Founders Fund, zocht Parker een bedrijf waarin hij kon investeren die de muziek deel dienst van Napster legaal kon voortzetten. In 2009 wees een vriend hem op Spotify, een Europees bedrijf dat muziekstreaming aanbiedt en Parker besloot om een e-mail te sturen naar Daniel Ek, de oprichter van Spotify.
Het duo wisselde e-mails uit en in 2010 investeerde Parker $ 15 miljoen in Spotify. Parker, die momenteel lid is van de raad van bestuur binnen Spotify, onderhandelde met Warner en Universal en in juli 2011 kondigde Spotify een Amerikaanse lancering aan. Op Facebooks F8-conferentie kondigde Parker een partnerschap aan tussen Facebook en Spotify waardoor gebruikers van Spotify hun playlists kunnen delen via hun Facebook profielen.

#### Votizen
In 2010 namen Parker en The Founders Fund een deel van Votizens financiering van $ 1,5 miljoen voor hun rekening. Parker zit nu in de raad van bestuur voor Votizen, hij gelooft in zijn uitspraak "Politiek is voor mij het meest voor de hand liggend gebied (dat verstoord kan worden door het Web)".

#### Airtime
In 2011 herenigde Parker zich met Napster-mede-oprichter Shawn Fanning om airtime.com op te richten. Enkele investeerders waren Ron Conway, Michael Arrington en Ashton Kutcher. Deze videodienst stelt gebruikers in staat om videogesprekken met elkaar te voeren. Hierbij is het ook mogelijk om onderlinge bestanden (content) door te sturen of om bijvoorbeeld samen een YouTube-video te bekijken. De videodienst kan gekoppeld worden aan een Facebookaccount, waardoor verdere software-installatie niet nodig is. Via Facebook kan men meteen gekoppeld worden aan vrienden of kan men selecteren in contact te komen met vrienden van vrienden. In de toekomst zal er ook een functie zijn waarbij de consument gekoppeld kan worden aan een onbekende, namelijk door een selectie te maken uit interesses of plaatsen waarvoor hij belangstelling heeft. Dit stelt volgens de ontwikkelaars de consument in staat om op een gemakkelijke manier nieuwe mensen te leren kennen. Airtime moet op deze manier concurreren met bestaande videodiensten zoals Skype of sociaalnetwerksites zoals Facebook of Google+.

## The Founders Fund
In 2006 werd Parker managing partner bij het Founders Fund. Dit is een in San Francisco gelegen bedrijf opgericht door Peter Thiel. Het is gericht op het investeren in bedrijven die nog in de beginfase verkeren en heeft ongeveer $ 500 miljoen aan kapitaal. Ze hebben onder andere al geïnvesteerd in Quantcast, Pad en Knewton. Parker heeft een "carte blanche" gekregen van Thiel om dergelijke investeringen te vinden. Parker is ook de gastheer bij de The TechFellow Awards dat een samenwerking is tussen TechCrunch en The Founders Fund. Ze geven jaarlijks aan 20 ondernemers zo'n $ 100.000 elk om te investeren in het opstarten van deze beginnende bedrijven.

## The Social Network
In 2010 werd Parker gespeeld door Justin Timberlake in de Oscar-winnende film, The Social Network. De film is een fictieve verfilming over de oprichting van Facebook en hun oprichters. Parkers functie wordt hier antagonistisch uitgebeeld. Timberlake werd geprezen voor zijn prestaties als wrede, arrogante opportunist.
Hoewel Parker David Fincher prees als regisseur circuleerden er vele opmerkingen rond de vertolking van zijn personage in de film.
Er wordt gezegd dat Parker precies tegengesteld werd vertolkt in de film.

## Persoonlijk

### Filantropie
Parker is een actieve filantroop. Hij heeft al honderdduizenden dollars verzameld voor kankeronderzoek, anti-malaria groepen en het legaliseren van marihuana. Hij heeft zich uitgesproken rond het invoeren voor hogere belastingen voor "rijken en superrijken" en ten gunste van hogere vermogenswinstbelasting.
Parker is de oprichter van "Causes", een filantropische dienst die gebruikmaakt van sociale media om goede doelen met hun achterban te verbinden met potentiële donateurs en dit vervolgens communiceert via het netwerk naar de vrienden van de gebruiker. in 2010 hebben 90 miljoen mensen zich aangesloten bij "Causes", dit zorgde van een donatie van om en nabij de $ 27 miljoen.
Dit was oorspronkelijk een van de eerste facebooktoepassingen, nu staat Causes er los van en is het bereikbaar via Causes.com. Het brengt ongeveer $ 20.000 per dag op voor diverse goede doelen.